# Winners & Losers
Winners & Losers ou Le Billet gagnant au Québec est une série télévisée australienne en 109 épisodes de 44 minutes créée par Bevan Lee et diffusée entre le 22 mars 2011 et le 12 septembre 2016 sur Seven Network.
Au Québec, la série est diffusée depuis le 28 mai 2012 sur Séries+ et en France, depuis 29 juin 2012 sur Téva. Néanmoins, elle reste inédite dans les autres pays francophones.

## Synopsis
Frances James, Sophie Wong, Bec Gilbert et Jenny Gross étaient les meilleurs-amies du monde. Néanmoins, leurs vies ont pris des chemins différents et les filles se sont perdues de vue. Dix ans plus tard, les quatre jeunes femmes se retrouvent lors d'une soirée de retrouvailles. Considérées comme losers au lycée, elles deviennent rapidement des Winners lorsqu'elles remportent huit millions de dollars à la loterie ce qu’il leur permet d'apporter des changements importants dans leurs vies. Toutefois, Les filles découvriront que le bonheur n'a pas de prix…

## Distribution

### Acteurs principaux
- Virginia Gay (en) (VF : Manuela Servais) : Frances James
- Melanie Vallejo (en) (VF : Mélanie Dermont) : Sophie Wong (en)
- Zoe Tuckwell-Smith (en) : Bec Gilbert
- Melissa Bergland (en) : Jenny Gross
- Damien Bodie (VF : Sébastien Hébrant) : Jonathan Kurtis
- Denise Scott (en) : Trish Gross
- Francis Greenslade (en) : Brian Gross
- Sarah Grace (VF : Véronique Fyon) : Bridget Gross
- Jack Pearson : Patrick Gross
- Tom Wren : Doug Graham
- Stephen Phillips : Zach Armstrong
- Mike Smith : Callum Gilbert
- Paul Moore : Wes Fitzpatrick
- PiaGrace Moon (arz) : Jasmine Patterson
- Anne Phelan (en) : Nana Dot Gross
- Tom Hobbs : Flynn Johnson
- Katherine Hicks : Sam McKenzie
- Blair McDonough (en) : Matt O'Connor

### Acteurs récurrents
- Michala Banas (VFB : Julie Basecqz) : Tiffany Turner
- Natalie Walker : Donna Wong
- Nell Feeney (en) : Carolyn Gilbert
- Greg Stone (en) : Steve Gilbert
- Nick Simpson-Deeks (en) : Rhys Mitchell
- Natalie Saleeba (en) : Claire Armstrong
- Mark Leonard Winter : James « JB » Bartlett
- Jacob Allan : Charles « Chugga » McKinnon
- Geoff Morrell (en) : Paul Armstrong
- Glenda Linscott (en) : Lily Patterson
- Matt Levett : Spencer Campbell
- Maya Aleksandra : Brandi Bower
- Luke Arnold : Lachie Clarke
- Peta Sergeant : Cat Johnson
- Lara Robinson : Tilly Young
- Brett Cousins : Glenn Young

## Épisodes

### Première saison (2011)
1. On peut toujours rêver (Covert Aggression in Netball)
2. L'Art du partage (Those People in the Paper)
3. Le Grand Jour (Reality Bites)
4. Erreur de parcours (World's Collide)
5. Ça décoiffe ! (Fascinator Rhythm)
6. Un trait sur le passé (Peace of the Past)
7. La Toute Première Fois (Like a Virgin)
8. Un secret pour la liberté (Secrets and Lies)
9. Le Grand Jeu (One Door Opens)
10. Tout ne tient qu'à un fil (Countdown)
11. La Vérité en face (Smelling the Roses)
12. Le Puma (Out of Left Field)
13. L'Attrape-rêves (What Doesn't Kill You)
14. Version 2.0 (Two Point Oh)
15. Le bonheur est une illusion (Happiness is a Delusion)
16. L'Effet bulle (Dialing Up the Crazy)
17. Pile ou face (The Pink Dog)
18. Tout pour ma mère (Mum's the Word)
19. Famille, je te hais (We Are Family)
20. La Voix des astres (It's Written in the Stars)
21. Mange, prie, aime (Eat, Prey, Love)
22. Le Retour de Saturne (Second Chances)

### Deuxième saison (2012)
Cette deuxième saison de 22 épisodes a été diffusée du 26 juin au 27 novembre 2012.
1. The Happily Ever After Thing
2. Grape Expectations
3. Welcome to the Family
4. Bienvenue dans la famille (Juggling's Not Just a Party Trick)
5. A Day in the Life
6. Twists of Fête
7. What Lies Beneath
8. Letters and Lies
9. Stalled
10. Moving On
11. Future Tense
12. Maybe Baby
13. A Problem Shared
14. The Right Time
15. Footprints
16. A Whole New World
17. Matters of the Heart
18. Eyes Wide Open
19. To Have & to Hold
20. The Whole Truth
21. Perfect Match
22. This is Our Last Goodbye

### Troisième saison (2013-2014)
La troisième saison a été diffusée en deux parties de treize épisodes chacun, du 9 juillet au 25 septembre 2013, puis du 28 janvier au 24 juin 2015 sur Seven Network.
1. Whys & What Ifs
2. Head in the Sand
3. Self Defence
4. When You Least Expect It
5. In An Instant
6. Blame It on the Moon
7. I Shall Be Released
8. Angle of Repose
9. You Can Run
10. How to Hide a Scar
11. Dirty Little Secrets
12. Love's Labour's Lost
13. It's a Nice Day to Start Again
14. The Wake Up Call
15. Slip Sliding Away
16. The Real Me
17. Afternoon Delight
18. Selective Reality
19. Fallout
20. Time Waits for No One
21. The Right Wrong Choice
22. You Choose You Lose
23. The Forbidden Fruit
24. Coming to Terms
25. All Good Things…
26. …Must Come to an End

### Quatrième saison (2014-2015)
La quatrième saison a été diffusée en deux parties de treize épisodes chacun, du 1er juillet au 23 septembre 2014, puis du 14 juillet au 8 septembre 2015 sur Seven Network.
1. Two Out of Three Ain't Bad
2. Shadow of a Doubt
3. No Woman is an Island
4. Ass of You and Me
5. The Easy Way Out
6. Ctrl-Alt-Delete
7. The New Me
8. Rock and a Hard Place
9. Who Run the World
10. Terms and Conditions
11. So Long, Farewell
12. Same, Same, but Different
13. When You Least Expect It
14. The Great Unknown
15. This is Your Life?
16. The Cold Light of Day
17. What You Wish For
18. Intervention
19. Now the Rain is Gone
20. Lean on Me
21. Proof of Identity
22. Through the Looking Glass
23. Pride & Prejudice
24. Unfinished Business
25. Surface Tension Theory
26. Happy Endings

### Cinquième saison (2016)
Le 3 décembre 2014, la série a été renouvelée pour une cinquième saison de treize épisodes, diffusée du 5 juillet au 12 septembre 2016.
1. Let the Right One In
2. Ready Set Go
3. NBF
4. When the Wheels Come Off
5. Hook, Line & Sinker
6. Caught in the Crossfire
7. Cold Hard Bitch
8. No Going Back
9. The Woman in the Mirror
10. Best Laid Plans
11. Bloom
12. Ex Marks the Spot
13. The Last Five Years